# Goool!
Goool! (Metegol) è un film d'animazione argentino-spagnolo del 2013 diretto da Juan José Campanella. Il film è ispirato al racconto Memorias de un wing derecho (trad. "Memorie di un'ala destra") dello scrittore argentino Roberto Fontanarrosa.
L'audio del film è stato registrato in tre "versioni" della lingua spagnola: la versione originale in spagnolo argentino e due versioni doppiate, una in spagnolo europeo, e una in spagnolo latino "neutro". Il 4 settembre 2015 il film è stato trasmesso da Cartoon Network in spagnolo latino "neutro" in tutta l'America Latina. Il fatto che anche in Argentina non sia stata trasmessa in versione originale ha sollevato delle critiche alla catena Cartoon Network.

## Trama
Amadeo è preoccupato perché suo figlio Matías gioca spesso con il suo tablet, allontanandosi da lui. Una sera decide quindi di raccontargli una storia prima di dormire, nella speranza di rinsaldare il loro legame.
Nel racconto si vede Amadeo da ragazzino, il quale lavora in un bar di un paese dove eccelle nel gioco del calcio balilla lì presente; vi ha giocato così tante volte da aver personalizzato i componenti della sua squadra preferita. Una sera, dopo aver mostrato il proprio talento a Laura, ragazza di cui è innamorato, viene sfidato da un coetaneo molto arrogante, ma lo batte facilmente, scatenando la sua ira.
Molti anni dopo Amadeo continua a lavorare nel bar, ma un giorno Laura gli dice che sta per andare in Europa a studiare. Proprio in quel momento ritorna nel paesino il ragazzo che Amadeo aveva sconfitto molti anni prima, diventato intanto un calciatore professionista, molto ricco e famoso, noto come "Grosso", un giocatore che non ha mai perso una partita, eccetto quella partita a calcio balilla molti anni prima. Egli è tornato nel paesino per vendicarsi, e tal scopo ha comprato il paese per far distruggere il bar e costruire al suo posto uno stadio di calcio, come a voler cancellare quell'unica macchia nella sua carriera. Amadeo cerca di salvare il calcio balilla dalle macerie del bar, ma riesce a salvare solo un piccolo giocatore di piombo, il capitano della squadra con cui aveva giocato e vinto tante partite.
Rattristato dalla distruzione del bar e del suo calcio balilla, Amadeo inizia a piangere e lascia cadere una lacrima sul volto del capitano della squadra di calcio balilla: il piccolo calciatore di piombo prende vita e insieme ad Amadeo inizia a cercare i propri compagni, che nel frattempo sono finiti nella discarica insieme alle macerie del bar. I due riescono a salvare altri due giocatori della squadra nella discarica e anche il capitano della squadra avversaria; scoperto poi che gli altri giocatori sono stati portati in un luna park, riescono a raggiungerlo dopo alcune peripezie e salvano altri piccoli giocatori di piombo. Gli altri vengono portati nella dimora di Grosso, che intende trasformarli in tacchetti per le sue scarpe da calcio. Amadeo riesce a salvare anche questi ultimi giocatori e sfida il professionista a una rivincita della partita di calcio balilla. Grosso accetta la rivincita, ma sapendo di non poter vincere sfida Amadeo ad una partita a calcio, in un campo vero. Laura alza la posta: se lui dovesse vincere il professionista dovrà cedere la proprietà del paese che ha comprato.
Grosso gioca con la squadra di professionisti con cui ha giocato e vinto tante partite, gli "Assoluti", mentre Amadeo gioca con una squadra dilettante, costituita da alcuni abitanti del paese. Durante le prime fasi della partita la squadra del protagonista subisce due gol, ma poi accorcia le distanze grazie all'aiuto dei calciatori di piombo, che agiscono ad insaputa di Amadeo; accortosene, questi chiede ai piccoli giocatori di piombo di non intromettersi. La squadra di Amadeo inizia a giocare bene e riesce a pareggiare senza ulteriori aiuti, al che Grosso si innervosisce e inizia a scaricare la sua rabbia sui propri compagni di squadra. Durante una mischia, quest'ultimo dà un calcio alla gamba di Amadeo, si impossessa della palla e si avvia verso la rete avversaria, e nonostante il dolore Amadeo cerca invano di impedire il goal che segnerà la sconfitta della propria squadra. Ma nonostante la vittoria del Grosso, il pubblico applaude invece la squadra di Amadeo. L'egocentrico calciatore viene abbandonato da tutti, sia dagli Assoluti che dal manager e persino dagli abitanti del paese, che abbandona il paese e lo stadio e decide di costruirne uno tutto loro con Amadeo.
Quest'ultimo e Laura si sposano e hanno un figlio, Matías. Il ragazzo, che ha ascoltato con crescente interesse il racconto di suo padre, vuole sapere se sia una storia vera, e se i piccoli giocatori di piombo sono davvero vivi. Amadeo gli risponde che li vedrà muovere se crederà. Durante la notte Matías sente dei rumori, scende al piano sottostante e vede il padre che sta assistendo ad una partita tra le squadre di calcetto, una partita su un piccolo campo di erba sintetica in cui i giocatori si muovono autonomamente, vivi per davvero.

## Distribuzione
Il film è uscito nelle sale argentine il 18 luglio 2013, mentre il 20 settembre 2013 è stato il film di apertura del Festival Internacional de Cine de San Sebastián.
L'anteprima italiana è stata al Festival internazionale del film di Roma 2013 ed è uscito nelle sale il 29 maggio 2014.